# Fritz-Otto Thielmann
Fritz-Otto Thielmann (* 16. August 1937 in Hagen; † 16. Oktober 2019) war ein deutscher Politiker und Landtagsabgeordneter (FDP).

## Leben und Beruf
Nach dem Schulbesuch absolvierte Thielmann eine kaufmännische Ausbildung und war als kaufmännischer Angestellter tätig. 1963 wurde er selbstständiger Einzelhandelskaufmann. Mitglied der FDP wurde er 1959. Thielmann war in zahlreichen Gremien der FDP vertreten.
Vom 28. Mai 1975 bis zum 28. Mai 1980 war Thielmann Mitglied des Landtags des Landes Nordrhein-Westfalen. Er wurde über die Landesliste seiner Partei gewählt. Von 1965 bis 1975 war er Mitglied im Stadtrat der Stadt Hagen.
Thielmann wohne zeitlebens in Hagen, war verheiratet mit Renate (geb. Dassel) und hat drei Söhne: Frank (* 1963), Rainer Thielmann (* 1965) und Jochen (* 1967).